# Heilig Hartkerk (Lier)
De Heilig Hartkerk, is een moderne kerk in de stad Lier, in de Belgische provincie Antwerpen. Ze is van de hand van architect Flor van Reeth en werd gebouwd tussen 1937 en 1939. De kerk is sinds 1995 een beschermd monument.
Het is een zaalkerk met een klassiek grondplan: een driebeukig schip, transept (dwarsbeuk) en vijfzijdige koorsluiting. Dit is het laatste door Flor Van Reeth ontworpen gebedshuis en een van zijn belangrijkste werken. In het voor die tijd revolutionaire ontwerp domineren de horizontale lijnen, in sterk contrast met de opvallende  toren met zijn monumentaal kruis. Het is een totaalkunstwerk van architectuur, glasramen en beeldhouwwerken, is. Het interieur is sober, met driebeukig schip, rechthoekige vlakken en geometrisch lijnenspel. De platte daken vormen een vlakke overwelving met caissons. Het koor is sterk verhoogd.
Boven de hoofdingang zien we aan de buitenzijde een immens bas-reliëf van Karel Aubroeck, ‘De Goede Herder'.
De glasramen in de kerk zijn van de kunstenaar Jan Huet (1903-?), die onder meer ook de Parochiekerk Onze-Lieve-Vrouw Heilige Rozenkrans te Wilrijk decoreerde.
Eind 2004 werd om veiligheidsredenen de voorgevel van de toren afgebroken, nadat brokstukken naar beneden waren gevallen. In 2007 kende de Vlaamse overheid 700.000 euro subsidie toe voor de renovatie van de kerk. Die restauratie werd beëindigd in 2011. Na deze restauratie van de buitenkant liet de stad Lier ook een studie uitvoeren voor een binnenrestauratie. In 2016 kreeg de stad Vlaamse subsidie hiervoor om vanaf 2021 het interieur te renoveren.
De kerk, waarin wekelijks een zondagsdienst wordt gehouden, behoort pastoraal tot het decanaat Rupel-Nete, in het bisdom Antwerpen. Het materieel beheer van de kerk is in handen van een eigen kerkfabriek.
In 1901 werd een eerdere Heilig Hartkerk gebouwd aan de Lierse Boomlaarstraat, die kort na 1939 werd gesloopt.
De kerk werd op 1 mei 2022 plechtig heropend na restauratie, en zal vanaf 2023 ook dienst doen als cultuurtempel.

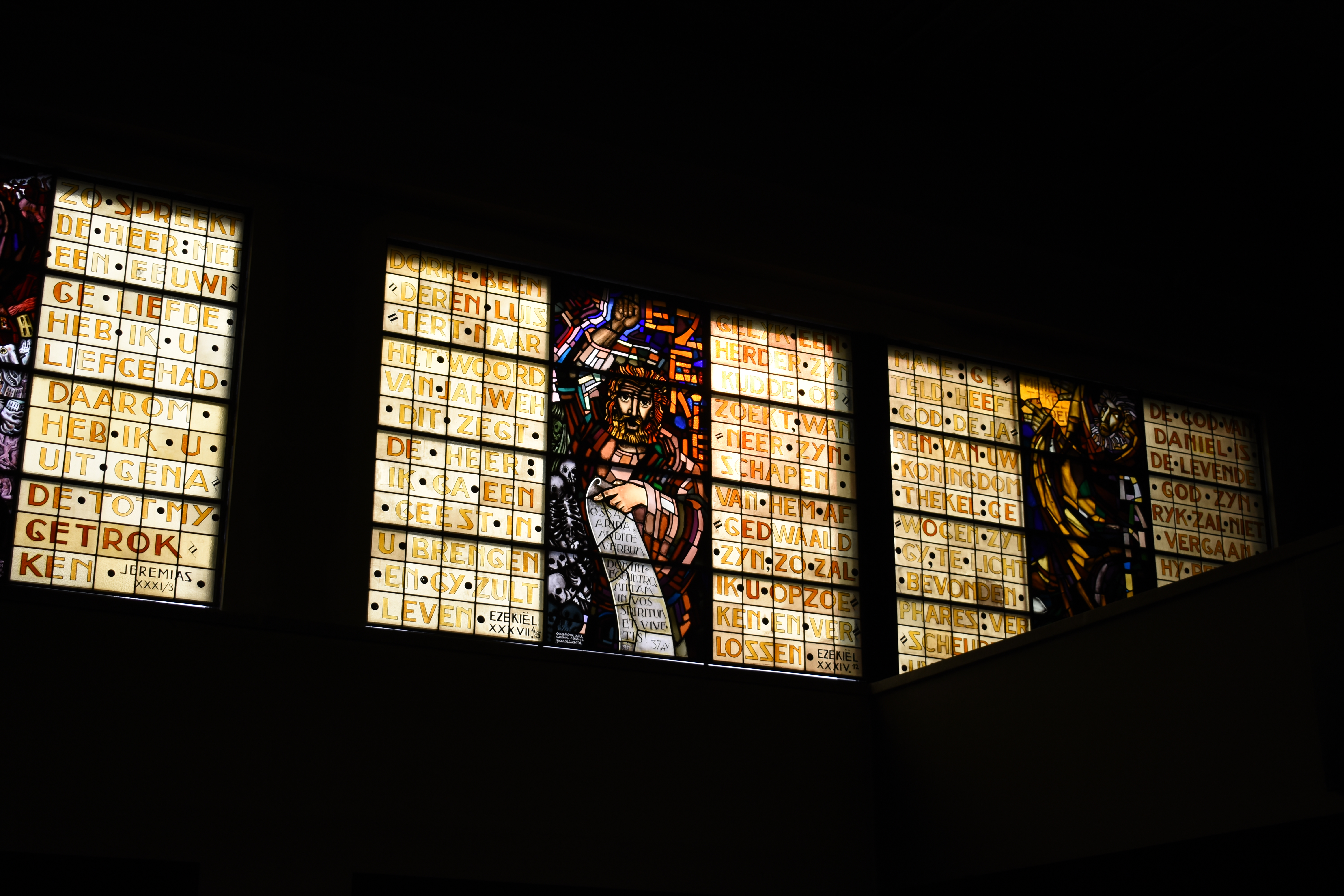
Glasramen van Jan Huet
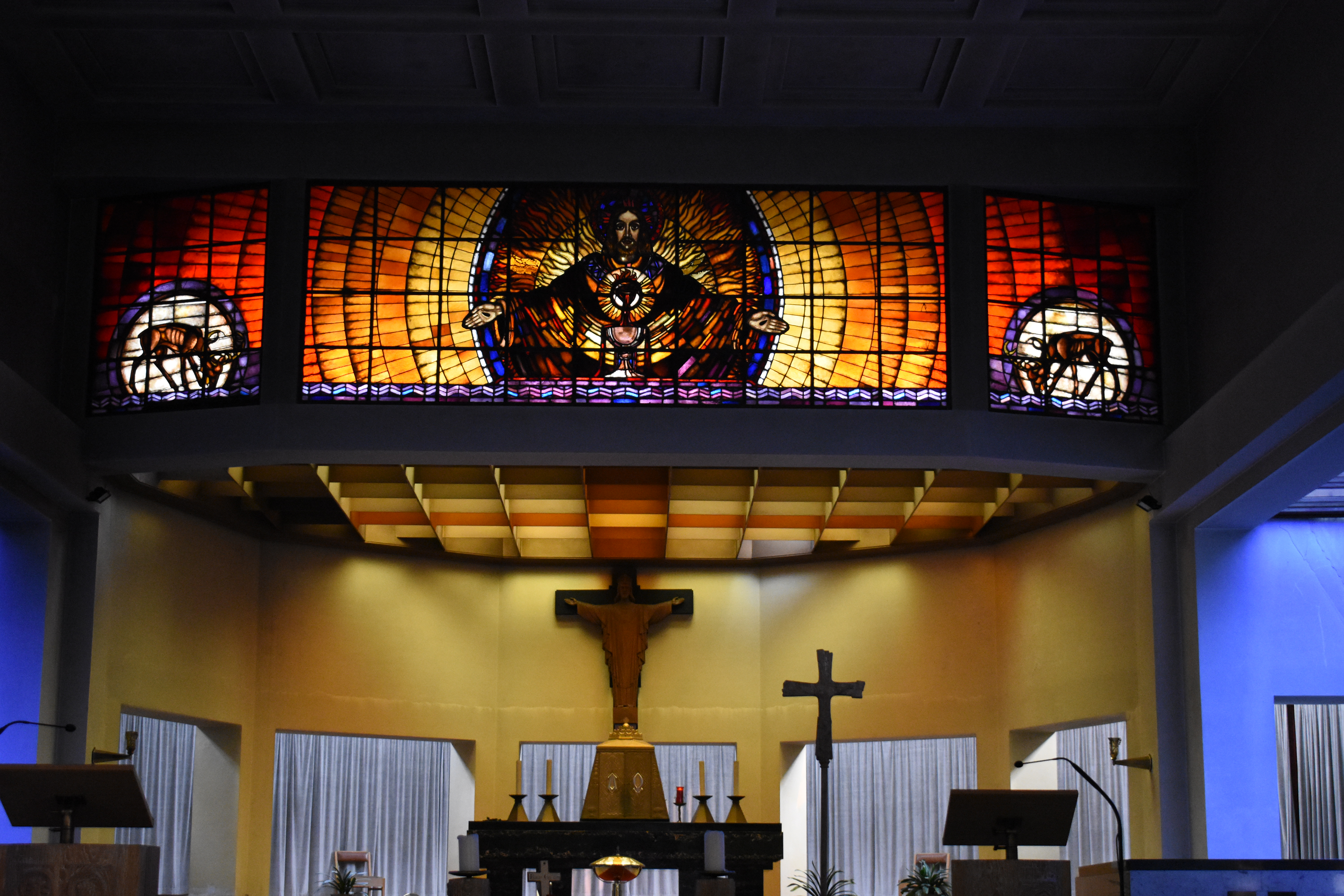
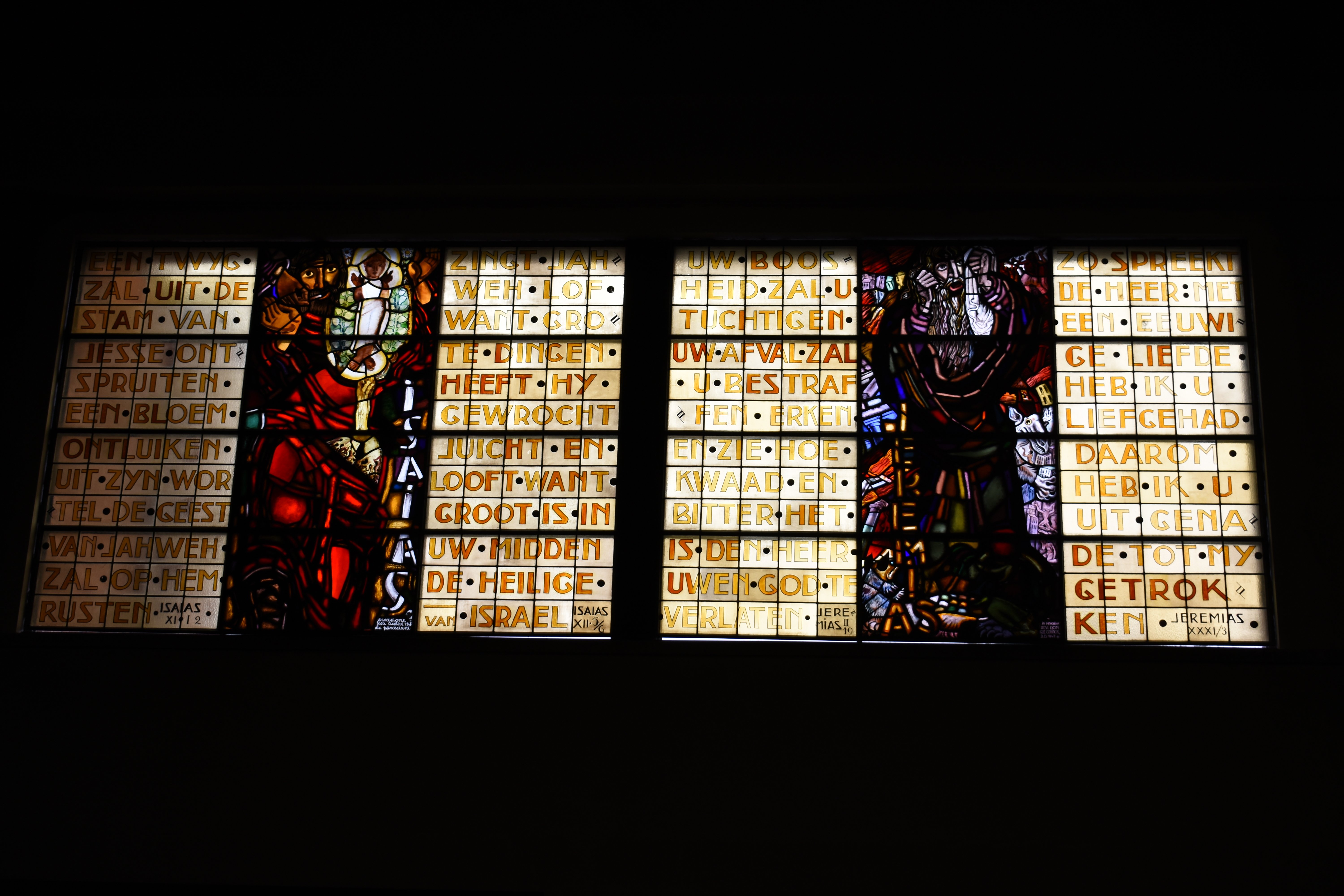